# Тіно-Свен Сушич
Тіно-Свен Сушич (босн. Tino-Sven Sušić, нар. 13 лютого 1992, Сараєво) — боснійський футболіст, півзахисник клубу «Сараєво». Є сином Сеада Сушича та племінником Сафета Сушича..

## Клубна кар'єра
Першим професійним клубом Сушича 2011 року став бельгійський «Стандард» (Льєж), в якому він провів один сезон, так і не дебютувавши у складі основної команди клубу.
До складу «Хайдука» (Спліт) приєднався 2012 року. За сплітську команду відіграв 104 матчі в національному чемпіонаті. У 2016 році повернувся до Бельгії, де став гравцем клубу «Генк». нетривалий час був у оренді в ізраїльському клубі «Маккабі» (Тель-Авів). У 2018 році перейшов до іншого бельгійського клубу «Антверпен», проте в ньому зіграв лише 2 матчі.
У липні 2018 року Тіно-Свен Сушич став гравцем нідерландського клубу «ВВВ-Венло», в якому грав до середини 2019 року, після чого до кінця 2019 року грав у складі австрійського клубу «Гартберг».
На початку 2020 року Тіно-Свен Сушич став гравцем боснійського клубу «Сараєво». у складі команди футболіст став у 2020 році чемпіоном країни, а в 2021 році володарем Кубка Боснії і Герцеговини.
2 жовтня 2021 року Сушич став гравцем російського клубу ФНЛ «Кубань» з Краснодара, проте вже 17 березня 2022 року залишив російський клуб згідно дозволу ФІФА покидати російські клуби у зв'язку з російським вторгненням в Україну, та перейшов до словенського клубу «Табор».

## Виступи за збірну
5 березня 2014 року Тіно-Свен Сушич дебютував у збірній Боснії і Герцеговини з футболу у товариському матчі проти збірної Єгипту. У складі збірної був учасником чемпіонату світу 2014 року в Бразилії. Усього у складі національної збірної до 2016 року провів 9 матчів, у яких забитими м'ячами не відзначався.

## Титули і досягнення
- Володар Кубка Хорватії (1):

«Хайдук» (Спліт): 2012-13
- Володар Кубка Тото (1):

«Маккабі» (Тель-Авів): 2017-18
- Чемпіон Боснії і Герцеговини (1):

«Сараєво»: 2019-20
- Володар Кубка Боснії і Герцеговини (1):

«Сараєво»: 2020-21